# Zespół Pieśni i Tańca Uniwersytetu Jagiellońskiego „Słowianki”
Zespół Pieśni i Tańca Uniwersytetu Jagiellońskiego „Słowianki” – powstały w roku 1959 przy Katedrze Filologii Słowiańskiej Uniwersytetu Jagiellońskiego zespół, utworzony (pod nazwą Zespół Pieśni Słowiańskiej UJ) przez grupę studentek Uniwersytetu pod kierunkiem slawisty UJ, Zdzisława Wagnera. Pierwszy występ zespołu odbył się Klubie Międzynarodowej Prasy i Książki w Krakowie 1 grudnia tego samego roku. W początkowym okresie grupa była objęta patronatem Zrzeszenia Studentów Polskich.
W roku 1965 przy zespole utworzono grupę taneczną zmieniając nazwę całości na Słowiański Zespół Pieśni i Tańca UJ, natomiast od roku 1975 zespół nosi obecną nazwę.
W 1969 Zespół otrzymał Złotą Odznakę „Za Pracę Społeczną dla miasta Krakowa”.
W „Słowiankach” debiutowała na estradzie m.in. Anna Szałapak.